# Francesco Tamagno
Francesco Tamagno (Turín, 28 de diciembre de 1850 - Varese, 31 de agosto de 1905) fue un tenor italiano que desarrolló su carrera con enorme éxito en Europa y América en el último cuarto del siglo XIX. Obtuvo especial importancia como tenor del estreno de la ópera Otelo de Giuseppe Verdi en 1887. Su voz está documentada en grabaciones de sonido.

## Importancia musical
Tamagno, el más famoso tenor de su época, actuó en veintiséis países y ganó fama por la potencia de su voz, especialmente en el registro más agudo. Los críticos comparaban el sonido de su voz con el de una trompeta o un cañón (en Italia se conoce a este tipo de voz como tenore robusto o tenore di forza). El rango vocal de Tamagno alcanzaba el Do sostenido agudo al principio de su carrera, pero sus grabaciones demuestran su habilidad, incluso en su madurez, para cantar con suavidad y modular la dinámica de su voz con habilidad y sensibilidad.
Aunque se hizo famoso por ser el primer Otelo en La Scala de Milán en 1887, también fue Gabriele Adorno en el estreno en 1881 de la revisión de Simon Boccanegra, un papel notablemente más lírico. También participó en la primera representación de la versión italiana de Don Carlo, en La Scala en 1884. Otros estrenos destacados de Tamagno fueron los de María Tudor, de Carlos Gomes (1879), Il figliuol prodigo (1880) y Marion Delorme (1885), de Ponchielli, I Medici, de Leoncavallo y Messaline (1899), de Isidore de Lara.
Fue reconocido por sus interpretaciones de otros papeles ya instalados en el repertorio, como Manrico en Il trovatore,  Don Álvaro en La forza del destino, los protagonistas de Ernani, y Poliuto, Arnoldo en Guglielmo Tell, Leyden en Le prophète, Raoul en Les Huguenots, Vasco en L'Africaine, Robert en Robert le diable o Eleazar en La Juive. También en varias óperas contemporáneas de su carrera, como Radames en Aida, Samson en Samson et Dalila, Alim en Le roi de Lahore y Juan el Bautista en Hérodiade. Al principio de su carrera, antes de que su voz se volviera más robusta, fue capaz de afrontar un papel de la ligereza del Edgardo de Lucia di Lammermoor, gracias a su logrado canto de media voz.
Tamagno cantó en aproximadamente cincuenta y cinco papeles de óperas y obras sacras (incluyendo el Requiem de Verdi y el Stabat Mater de Rossini) durante su carrera de solista, que comenzó en Turín en 1873 y se extendió durante treinta y dos años, solo truncada por una afección cardiovascular que acabó con su vida a los 54 años. Tamagno evitó frecuentar el género verista, en el que no se encontraba cómodo, debido a su formación belcantista, con la excepción del Andrea Chénier de Umberto Giordano, con quien estudió el papel en 1898. También trabajó con Puccini, en 1892, en la reposición, en el Teatro Real de Madrid de su temprana ópera Edgar, la cual, pese a la prestación de Tamagno, no consiguió instalarse en el gran repertorio. También participó en algunas representaciones de Cavalleria Rusticana, de Pietro Mascagni, en la Metropolitan Opera de Nueva York en 1894.
Como todos los cantantes, sin embargo, tenía sus defectos vocales y sus malos hábitos. El tono vibrante y enérgico de su voz, aunque emotivo, no se podría describir como "suave" o "seductor", lo que reducía su eficacia en los pasajes más íntimos de los duetos de amor, como el de Otelo con Desdémona que cierra el primer acto de Otello. No fue especialmente fiel a las partituras, aduciendo que era un artista emocional, que entregaba su música desde el "corazón", y no desde la "cabeza". Los críticos le reprochaban sus esfuerzos por maximizar el aspecto emotivo de sus actuaciones, destacando las notas agudas, que alargaba más de lo necesario. También se le criticó por no seguir rigurosamente el ritmo marcado por los directores de orquesta.

## Vida y carrera

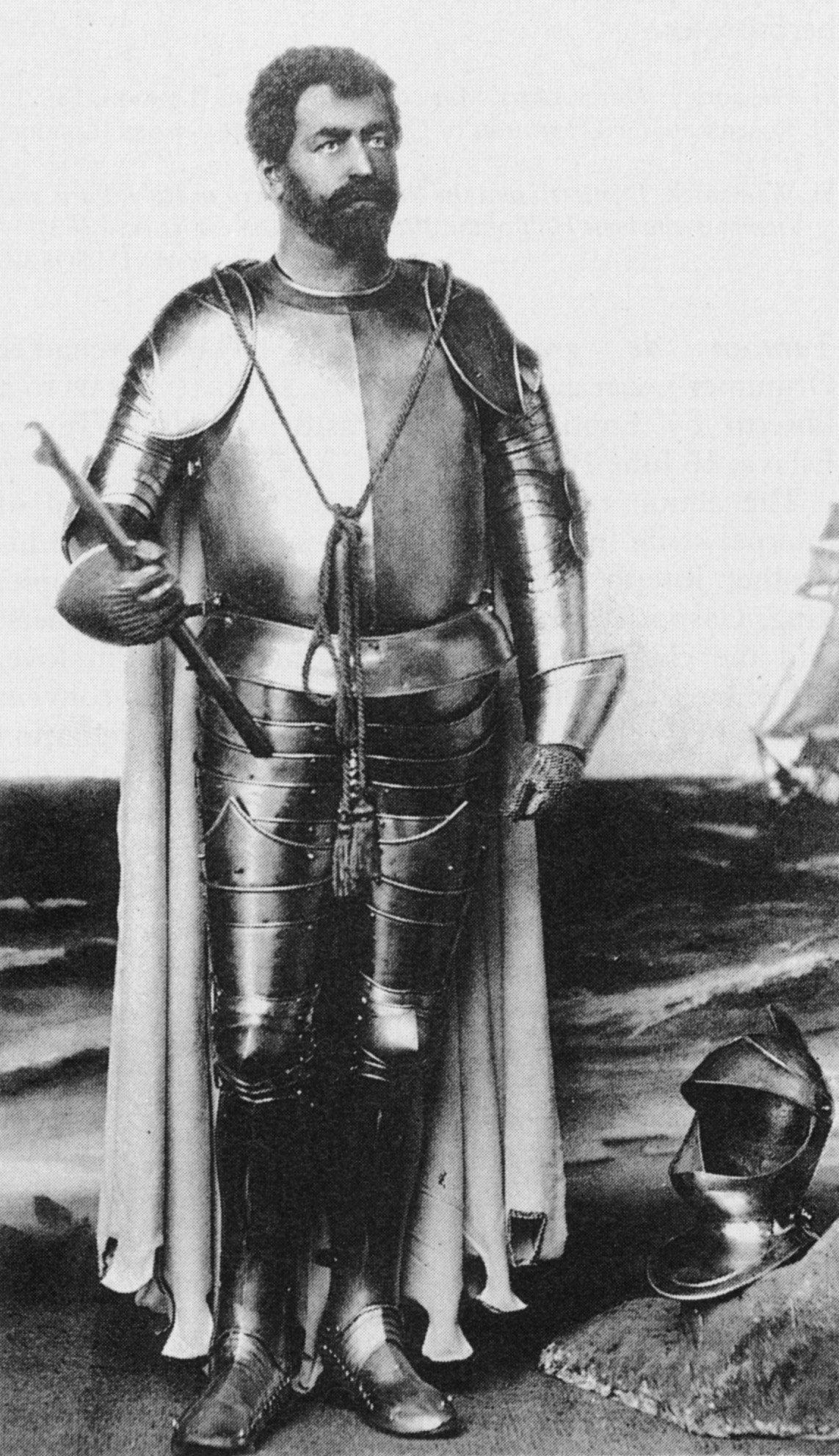
Tamagno en el papel de Otello, en el estreno en La Scala en 1887

Las excepcionales condiciones vocales de Tamagno se manifestaron pronto en su juventud, lo que le llevó a tomar lecciones de canto en el Liceo Musicale de su ciudad natal con el compositor Carlo Pedrotti. Allí también ganó experiencia como miembro del coro. Pedrotti era director del Teatro Regio, donde le permitió aparecer en pequeños papeles. En 1874 debutó con un papel protagonista, en Palermo, con el Riccardo de Un ballo in maschera, con gran éxito. A continuación consiguió contratos en Ferrara, Rovigo, Venecia y Barcelona, lo que le abrió el camino de su debut en La Scala en 1877. En la compañía scaligera continuó madurando su voz, y tuvo la suerte de poder trabajar con el propio Verdi. Su voz adquirió en estos años una disciplina de la que carecía hasta entonces. Durante diez años participó prácticamente en cada ópera de las temporadas de La Scala.
En la temporada de 1875 cantó en España, aunque no debutó en el Teatro Real hasta 1886. En 1879 emprendió el primero de sus múltiples y productivos viajes a Buenos Aires. Su carrera internacional no despegó, sin embargo hasta 1888, utilizando para ello el papel del Otello verdiano, que había estrenado en Milán el año anterior, y que Verdi escribió con las características vocales de Tamagno en mente. El tenor viajó por todos los centros operísticos de Europa y América durante las dos últimas décadas del siglo, con Otello y los principales papeles de su repertorio.
Algunos de los más importantes directores de orquesta de su tiempo, como Franco Faccio, Luigi Mancinelli o Arturo Toscanini tuvieron a Tamagno bajo su batuta, y tuvo como compañeros de reparto a los cantantes más renombrados de la época. En su tiempo se le proclamó como el legítimo sucesor de Enrico Tamberlick, mientras que Jean de Reszke fue considerado como su mayor rival en la cuerda de tenor, aunque sus repertorios solo coincidían parcialmente. Tamagno, por ejemplo, a diferencia de Reszke, nunca quiso interpretar papeles wagnerianos, incluso en traducción italiana, porque consideraba que la tesitura de los tenores heroicos requeridos por Wagner era demasiado grave para su rango vocal.
Tamagno vivió lo suficiente para presenciar el ascenso del joven Enrico Caruso, de quien llegó a decir que sería el mayor tenor italiano del siglo XX. Ambos llegaron a coincidir en el escenario, en 1901, en un concierto organizado en La Scala por Toscanini, en conmemoración del reciente fallecimiento de Verdi. Tamagno cantó su último Otello en Roma en 1903, en una función de gala ofrecida al Kaiser Guillermo II de Alemania.
A partir de 1900 Tamagno comenzó a acusar una dolencia cardiaca crónica que provocó su retirada de los escenarios, aunque continuó dando recitales y conciertos, el último de los cuales se celenbró en Ostende en 1904. A continuación se retiró a su villa de Varese, en Lombardía, donde le sobrevino un ataque cardiaco, y murió el 31 de agosto de 1905, a la edad de 54 años.